# IC 3484
IC 3484 је спирална галаксија у сазвјежђу Береникина коса која се налази на листи објеката дубоког неба у Индекс каталогу.
Деклинација објекта је + 17° 24' 11" а ректасцензија 12h 33m 5,3s. Привидна величина (магнитуда) објекта IC 3484 износи 14,5 а фотографска магнитуда 15,2. IC 3484 је још познат и под ознакама MCG 3-32-66, CGCG 99-88, VCC 1476, KUG 1230+176, PGC 41655.